# Mulloy
Mulloy az Amerikai Egyesült Államok Oregon államának Washington megyéjében elhelyezkedő önkormányzat nélküli település.
1920-ban 59 lakosa volt.

## Fordítás
- Ez a szócikk részben vagy egészben  a   Mulloy, Oregon című angol Wikipédia-szócikk ezen változatának fordításán alapul.  Az eredeti cikk szerkesztőit annak laptörténete sorolja fel. Ez a jelzés csupán a megfogalmazás eredetét és a szerzői jogokat jelzi, nem szolgál a cikkben szereplő információk forrásmegjelöléseként.